# Иверска икона
Иверска икона, позната и као Панагија Портаитиса (грч. Παναγία Πορταΐτισσα, „чувар капије”) је православна икона Богородице, која се чува у грчком манастиру Ивирон на Светој гори, Грчка, где се верује да је од 999. године. Према традицији православне цркве, икону је насликао јеванђелист Лука. Икона се назива још и „Чудотворка”, што говори да се многобројна чудеса приписују овој икони Богородице. 
Икона припада породици икона Богородице Одигитрије (грч. Όδηγήτρια, „она која показује пут”). На овим иконама дете Христ седи на левој руци своје мајке и она указује на Христа својом десном руком. 
Јединствена карактеристика ове иконе је ожиљак на десном образу Деве Марије и њене браде. По предању икона је избодена од стране војника у Никеји за време византијског цара Теофила (829—842). Када је икона избодена наводно је потекла крв из ране. 
Оригинал иконе је пресвучен ризом од сребра и злата који покривају скоро читаву фигуру, осим лица, што је уобичајено за највише поштоване иконе.